# Abraze (stomatologie)
Abraze znamená mechanické obrušování zubu. Jedná se o patologický proces ztráty zubních tkání postihující především krčkovou oblast zubu („klínovitý defekt“) špičáku a premoláru způsobený mimořádným mechanickým vlivem. Mezi mimořádné mechanické vlivy patří:
- špatná technika čištění zubů;
- tlak protézy;
- zubní pasty s abrazivním účinkem (způsobují plošné defekty skloviny);
- zlozvyky;
- tvrdé zubní kartáčky (způsobují klínovité defekty na krčcích zubů při horizontální technice čištění chrupu);
- genetická predispozice;
- nemoc z povolání (skláři).

Následkem dlouhodobé abraze dochází k postupné ztrátě tvrdých zubních tkání, což se projevuje zvýšenou citlivostí zubů. V případě klínovitých defektů hrozí i obnažení dřeně a odlomení korunky.